# Margaretha von Westernach

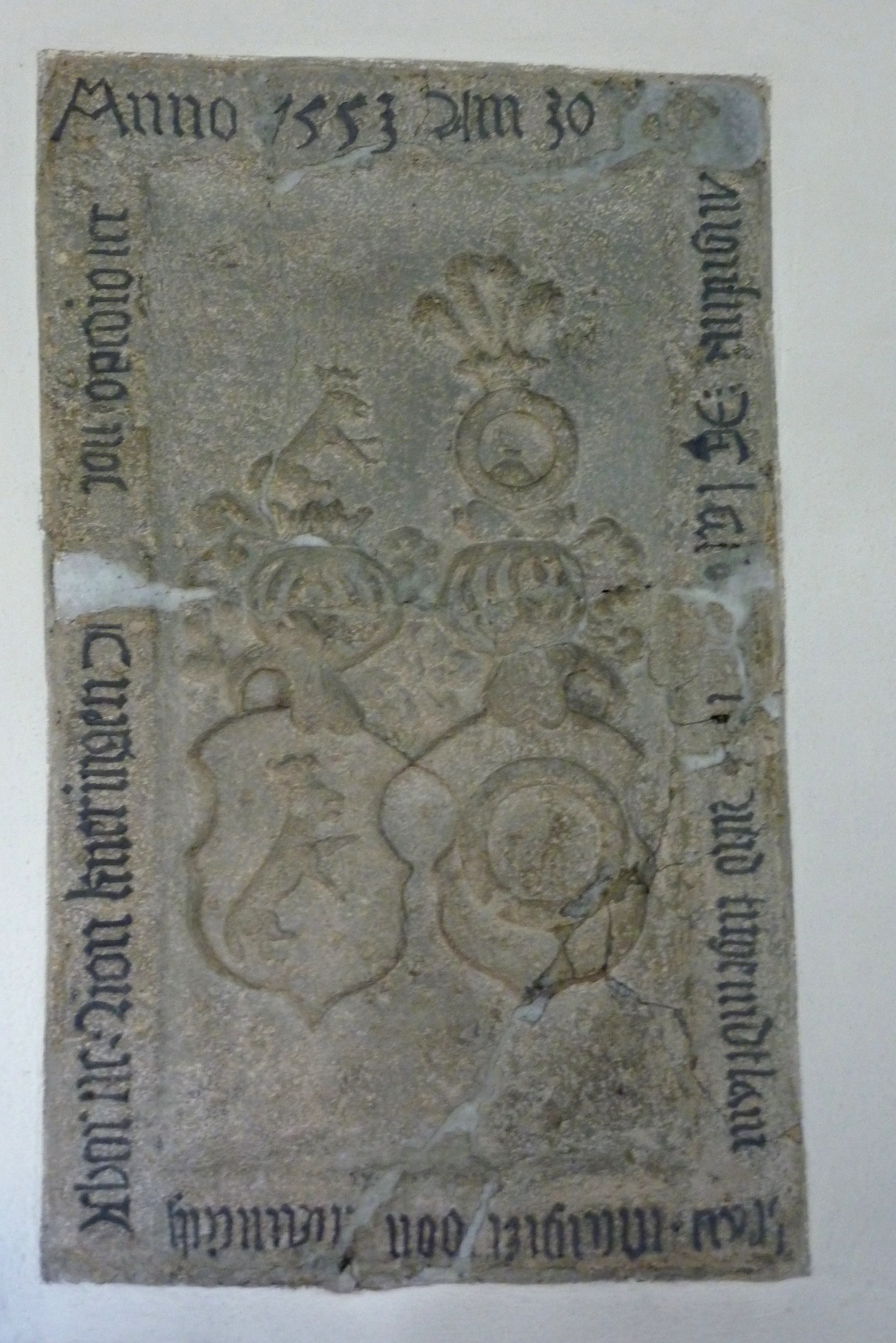
Epitaph für Margaretha von Westernach

Margaretha von Westernach (geborene Margaretha von Knöringen; † 30. August 1553) war eine deutsche Adlige und zusammen mit ihrem Mann Erbauerin des Schlosses in Bächingen.

## Leben
Margaretha war in erster Ehe mit einem Herrn von Riedheim verheiratet. Nach dessen Tod heiratete sie 1517 Bernhard von Westernach, mit dem sie ab 1531 das Schloss Bächingen errichtete.

## Epitaph
In der evangelischen Kirche St. Nikolaus in Bächingen an der Brenz befindet sich ein Epitaph für Margaretha von Westernach. Dieses befand sich ursprünglich auf der Patronatsempore und ist heute an der inneren Südwand der Kirche angebracht. Das 1,20 Meter hohe und 0,74 Meter breite Epitaph ist mit dem Allianzwappen Westernach-Knöringen versehen.
Die Inschrift lautet: Anno 1553 am 30. tag Augustii verschied die edel und tugendtsam frau margret von westernach geborene von kneringen. Deren seel gott gnedig sei.